# Markus Deibler
Markus Deibler (Biberach an der Riß, 28 gennaio 1990) è un ex nuotatore tedesco, specialista dei misti e fratello minore del nuotatore Steffen Deibler..
Ha partecipato alle Olimpiadi di Pechino 2008 giungendo quarantesimo nei 200 m misti e alle Olimpiadi di Londra 2012 piazzandosi quarto nei 200 m misti e sesto nelle staffette 4x100 m stile libero e 4x100 m misti. Ha vinto 3 ori e 2 argenti ai Campionati europei di nuoto in vasca corta 2010 ad Eindhoven e ai Campionati europei di nuoto in vasca corta 2010 a Stettino.
Il 7 dicembre 2014, ai Campionati mondiali in vasca corta a Doha, ha stabilito il record mondiale dei 100 m misti con il tempo di 50"66.

## Palmarès
- Mondiali

Shanghai 2011: bronzo nella 4x100m misti.
- Mondiali in vasca corta

Dubai 2010: argento nei 100m misti.
Doha 2014: oro nei 100m misti.
- Europei in vasca corta:

Eindhoven 2010: oro nei 100m misti, nei 200m misti, nella 4x50m misti e argento nella 4x50m sl.
Stettino 2011: argento nei 100m misti.